# Молодіжна збірна Чехословаччини з футболу
Молодіжна збірна Чехословаччини з футболу — національна молодіжна футбольна команда колишньої Чехословаччини, якою керував Чехословацький футбольний союз з 1967 до 1994 року.

## Виступи на чемпіонатах Європи

### Збірна до 23 років (1972 - 1976)
- 1972 —  Чемпіони
- 1974 — Чвертьфінал
- 1976 — 3-є місце в Групі 1

### Збірна U-21 (1978 - 1992)
| Рік  | Підсумок                |
| ---- | ----------------------- |
| 1978 | Чвертьфінал             |
| 1980 | Чвертьфінал             |
| 1982 | Не пройшла кваліфікацію |
| 1984 | Не пройшла кваліфікацію |
| 1986 | Не пройшла кваліфікацію |
| 1988 | Чвертьфінал             |
| 1990 | Чвертьфінал             |
| 1992 | Чвертьфінал             |
| 1994 | Чвертьфінал             |